# 水橋石割
水橋石割（みずはしいしわり）は、富山県富山市の町名である。上条地区センターが所在している。

## 特徴
富山平野の富山低地に位置しているが、自然堤防上に集落があり、周囲より標高がやや高い。

## 施設
- 上条地区センター

## 教育
- 富山市立三成中学校
- 富山市立上条小学校

## 経済
上条工業団地がある。
- 共和紙業
- ファインネクス上条工場

## 歴史建造物
- 伊波佐久社
- 長楽寺

## 参考出典
『富山県の地名』平凡社

## 交通
- 富山地方鉄道本線-越中舟橋駅から徒歩30分(約2.0km)
- 国道8号-直接面してはいないがすぐ近くにある。